# Річкові монітори проєкту СБ-57
Річкові монітори проєкту СБ-57 відомі також як монітори типу "Шилка" — серія радянських річкових моніторів, що будувалися в 1939—1941 роках на корабельні «Ленінська кузня» в Києві. Останні і найбільш потужні серед закладених у Києві  моніторів. Було закладено 3 кораблі, але жоден не був добудований через напад Німеччини.

## Проєктування та технічні характеристики
Після окупації Японією Маньчжурії СРСР вирішив посилити свою Амурську флотилію. Зокрема планувалося побудувати для неї нові монітори. Оскільки гідрографічні умови на прикордонній ріці довжиною у кілька тисяч кілометрів помітно змінюються, було вирішено побудувати для неї два типу моніторів, для нижньої ділянки течії (монітори типу "Хасан") та верхньої і середньої ділянки течії. Ці проєкти будувалися за загальним принципом і відрізнялися водотоннажністю, осадкою, кількістю гармат та потужністю двигунів. 
Проте після приєднання Бессарабії до СРСР останній отримав доступ до гирла Дунаю,  сформувавши там у 1940 році Дунайську військову флотилію. Але передані до її складу монітори Дніпровської військової флотилії, переважно проєкту СБ-37, суттєво поступалися за розмірами та потужністю озброєння побудованим у Австро-Угорщині моніторам румунської флотилії. За цих умов призначені для Амуру монітори були перенаправлені на Дунай, а назви двох з трьох кораблів були змінені.
Кораблі були закладені 1 вересня 1939 року. Їх стандартна водотоннажність становила 735 т, а повна 800 т. Основні виміри: довжина 71,7 м, ширина 11,3 м, осадка 1,15 м. Силова установка — два дизелі 38-КР-8 по 800 л.с. — дозволяла розвинути швидкість  до 12 вузлів. Озброєння складалося з двох двогарматних 130-мм баштових установок Б-28 і двох баштових 45-мм установок 41 К, а також трьох 12,7-мм спарених кулеметних установок ДШК М-2Б. Головний броньовий пояс мав 50 мм товщини у районі цитаделі і 16 мм на носі і кормі. Палуба була захищена бронею 30 мм в районі цитаделі і 8 мм на носі і кормі.

## Представники проєкту
1. Видлиця (до 25 вересня 1940 року — Шилка), заводський № 156 — закладений у грудні 1939 року, спущений навесні 1941 року, але в липні 1941 року виведений на буксирі в Запоріжжі і 18 серпня 1941 року переданий в розпорядження 12-ї армії Південно-3ападного фронту. 19 серпня 1941 року через неможливість евакуації в пониззя Дніпра за наказом командування армії роззброєний і затоплений екіпажем.
2. Каховка (до 25 вересня 1940 року — Аргунь), зав. № 157 — закладений у грудні 1939 року, спущений 18 вересня 1941 року і через неможливість евакуації в пониззя Дніпра за наказом командування затоплений в Рибальському затоні Дніпра в районі Києва в районі заводу. Після окупації Києва німецькі спеціалісти намагалися кілька разів підняти корабель, так як вона не дозволяла використовувати суднобудівний завод за прямим призначенням. Однак їм це не вдалося і 10 грудня 1944 року «Каховка» піднята РАСО КДФ, але через недоцільність добудови зданий «Главвторчермету» для переробки.
3. Волочаеєськ, зав. № 158 — закладений у грудні 1939 року, спущений навесні 1941 року, але в липні 1941 року виведений на буксирі в Запоріжжя і 18 серпня 1941 переданий у розпорядження 12-ї армії Південно-3ападного фронту. 19 серпня 1941 через неможливість евакуації в пониззя Дніпра за наказом командування армії роззброєний і відбуксирували для затоплення на середину річки, але був викинутий на лівий берег потужною хвилею, яка виникла після вибуху греблі Дніпрогесу, а 4 жовтня 1941 року підірваний на березі саперами 12-ї армії, яка відходила на схід.